# Mylo d'Arcylle
Camille dite Mylo d’Arcylle, née le 24 février 1874 à Saint-Denis (La Réunion) et morte le 5 juin 1950 dans le 16e arrondissement de Paris, est une actrice de théâtre et de cinéma française.

## Biographie
Née de père et de mère non dénommés et déclarée à l'état-civil sous le seul prénom de Camille, on ne sait rien de son enfance ni des circonstances de son arrivée à Paris depuis son île natale. Tout au plus sait-on qu'elle a pris des cours d'art dramatique à l' Œuvre des cours gratuits Roche ouverte en 1887 au 10, rue Jacquemont pour les ouvrières de la capitale, et qu'elle a débuté au théâtre du Parc à Bruxelles en janvier 1893. Elle avait alors 18 ans.
Mylo d'Arcylle ne fera que de rares apparitions à l'écran, d'abord dans deux courts-métrages muets tournés en 1910 et 1911 puis, vingt ans plus tard, dans un long métrage sorti en avril 1932. À partir de cette dernière date, elle se retire définitivement de la scène artistique.
Veuve du banquier Isaac Jacques Sourdis, dit "Jack" Sourdis (1863-1949) dont elle eut deux enfants, Mylo d'Arcylle meurt quelques mois après son mari et est inhumée au cimetière du Père-Lachaise (division 89).

## Carrière au cinéma
- 1910 : Un épisode de 1812  / 1812, réalisation et scénario de Camille de Morlhon et Ferdinand Zecca : Lise Morand [5]
- 1911 : Une conspiration sous Henri III (1578), réalisation Camille de Morlhon : Marguerite de France [6]
- 1932 : Service de nuit / Théodore est fatigué / Les Nuits de papa,  réalisation Henri Fescourt : Rose Beudraves[7],[8]

## Carrière au théâtre
- 1893 : Le Premier mari de France, vaudeville en 3 actes d'Albin Valabrègue, au théâtre du Parc à Bruxelles (janvier)[9]
- 1895 : L'Âge difficile, comédie en 3 actes de Jules Lemaître, au théâtre des Arts à Bordeaux (mars) : Yoyo[10]
- 1896 : Le Danger, comédie en 3 actes d'Auguste Arnault, au théâtre de l'Odéon (3 décembre) : Claire Chanteau
- 1897 : Halifax, comédie en 4 actes d'Alexandre Dumas, au théâtre de l'Odéon (8 janvier) : Jenny
- 1897 : Les Corbeaux, pièce en 4 actes de Henry Becque, au théâtre de l'Odéon (novembre)
- 1897 : Le Chemineau, drame en 5 actes de Jean Richepin, au théâtre de l'Odéon, (décembre) : Aline
- 1898 : Mon enfant, comédie en 3 actes d'Ambroise Janvier, au théâtre de l'Odéon (9 avril) : Marie
- 1898 : La Reine Fiammette, opéra-comique en 5 actes et 6 tableaux de Catulle Mendès, musique de Paul Vidal, au théâtre de l'Odéon (7 décembre) ; Chiarina
- 1899 : Les Antibel, pièce en 4 actes d'Émile Pouvillon et Armand d'Artois, au théâtre de l’Odéon : Mette[11],[12]
- 1899 : L'Amour quand même, comédie en 1 acte de Maurice Vaucaire et Georges Mitchell, au théâtre de l'Odéon (3 mai) : Lucile
- 1900 : La Poigne, pièce en 4 actes de Jean Jullien, au théâtre du Gymnase (janvier) : Lucie Perraud[13]
- 1900 : L'Homme à l'oreille coupée, comédie en 3 actes de Francis de Croisset et Jacques Richepin au théâtre de l'Athénée (23 janvier) : Rose
- 1900 : Francine ou le Respect de l'innocence, comédie en 3 actes d’Ambroise Janvier, au théâtre de l’Athénée (28 avril) : Denise
- 1900 : Une idée de mari, comédie en 3 actes de Fabrice Carré, au théâtre du Gymnase (16 octobre) : Mathilde Desmazures
- 1900 : Le Prestige, comédie en 3 actes d'Ambroise Janvier, au théâtre du Gymnase (16 novembre) : Georgette
- 1901 : L'Affranchie, comédie en 3 actes de Maurice Donnay, à l'Opéra de Monte-Carlo (4 janvier)
- 1901 : Le Faubourg, comédie en 4 actes d'Abel Hermant, à l'opéra de Monte-Carlo (janvier)
- 1901 : Numa Roumestan, comédie en 5 actes d'Alphonse Daudet, à l'Opéra de Monte-Carlo (janvier)
- 1901 : 20.000 âmes, pièce en 3 actes de Franc-Nohain, au théâtre du Gymnase (avril)
- 1901 : Le Billet de logement, vaudeville en 3 actes d'Antony Mars, au théâtre des Folies-Dramatiques (12 octobre) : Paulette. Reprise le 22 septembre 1905 dans le même rôle.
- 1902 : L'Infidèle, pièce en 3 actes de Roberto Bracco, traduction de l'italien par M. Lécuyer, au théâtre de la Bodinière (12 décembre)
- 1903 : L'Hameçon, comédie-vaudeville en 3 actes de Charles Darantière et Louis Bouvet, au théâtre Trianon (21 février) : Angèle[14]
- 1903 : La Tentation de Tod Clyft, comédie en 1 acte de Henri Lyon, au théâtre des Mathurins (17 avril)
- 1904 : Le Bourgeois gentilhomme, comédie-ballet de Molière, au théâtre de la Gaîté (22 décembre). Reprise le 3 juin 1905.
- 1905 : Le Maître de forges, comédie en 4 actes de Georges Ohnet, au théâtre de la Gaité(avril)'
- 1905 : Les Rois américains, pièce en 4 actes de Séverin-Mars et Camille Clermont, au théâtre du Vaudeville (14 juin) : Beatrice Karnadger[15]
- 1906 : Le Mari de Loulou, comédie en 3 actes  de Maurice Soulié et Henry de Gorsse, au théâtre des Nouveautés (26 mai) : Loulou de Croix[16]
- 1906 : Cœur de moineaux, comédie en 3 actes de Louis Artus, au théâtre des Célestins de Lyon : Huguette
- 1907 : Ma gosse, pièce en 4 actes de Marguerite Rolland, au théâtre des Arts (janvier) : Pierrette Dormière
- 1908 : L'Amour s'amuse, comédie en 2 actes de Daniel Jourda, au théâtre des Capucines (février) : Muguette[17]
- 1909 : Après nous, pièce en 1 acte d'André Mycho, au Tréteau Royal (5 mai) : Rose Landry
- 1909 : L'Arlésienne, drame en 3 actes d'Alphonse Daudet, musique de Georges Bizet, au Palais du Trocadéro (23 septembre) : Vivette
- 1910 : Prostituée, drame en 5 actes et 7 tableaux de Henri Desfontaines, au théâtre de l’Ambigu-Comique (6 avril) : Annette[18],[19]